# Сёмин, Николай Феофилактович
Николай Феофилактович Сёмин (14 ноября 1900, с. Тарасово, Ардатовский уезд, Симбирская губерния, Российская империя  — 22 апреля 1938, Архангельск, РСФСР) — советский партийный и государственный деятель, ответственный секретарь Ташкентского окружкома ВКП(б) (1925).

## Биография
Родился в семье сельского учителя. Окончил Дмитровское духовное училище, три курса Вифанской Духовной семинарии, которую не окончил.
Член ВКП(б) с октября 1919 г.
Трудовую деятельность начал в 1918 г. конторщиком, в 1919—1921 гг. — рядовой, политработник, начальник политотдела гарнизона г. Сергиев, в 1921—1923 гг. — ответственный секретарь Сергиевского уездного комитета ВКП(б) Московской губернии, ответственный инструктор, заместитель заведующего инструкторско-информационным подотделом ОРГО Московского комитета ВКП(б), секретарь парткома Коломенского завода.
Затем — на партийной работе в Средней Азии:
- 1924—1925 г. — заместитель заведующего организационным отделом Ташкентского окружного комитета ВКП(б),
- январь-июнь 1925 г. — заведующий организационным отделом Ташкентского окружного комитета ВКП(б),
- июль-сентябрь 1925 г. — ответственный секретарь Ташкентского окружного комитета ВКП(б),
- 1925—1927 гг. — заведующий организационно-распределительным отделом Самаркандского окружного комитета ВКП(б),
- 1928—1929 гг. — заведующий организационным отделом Ферганского окружного комитета КП(б) Узбекистана.
- 1929—1931 гг. — заведующий отделом по работе в кишлаке и ауле ЦК КП Туркмении, заведующий агитационно-массовым отделом ЦК КП Туркмении, заведующий организационным отделом ЦК КП(б) Туркменистана.

В 1931 г. переведен на партийную работу в Архангельскую область: 
- 1931—1932 гг. — первый секретарь Маймаксанского районного комитета ВКП(б) г. Архангельск,
- 1932—1937 гг. — первый секретарь Архангельского городского комитета ВКП(б),
- февраль-апрель 1937 г. — второй секретарь Архангельского городского комитета ВКП(б).

Избирался членом ЦК КП(б) Узбекистана и ЦИК Узбекской ССР, член ЦК КП Туркмении и ЦИК Туркменской ССР. Делегат XVII съезда ВКП(б) от Северного края.
В апреле 1937 г. был освобожден от занимаемой должности и выведен из состава бюро Архангельского городского комитета ВКП(б).
Был арестован, в апреле 1938 г. выездной сессией Военной коллегией Верховного суда СССР был приговорен к высшей мере наказания.  Реабилитирован в 1956 г.